# Jose Silva (parapsicólogo)
José Silva (Laredo (Texas), Estados Unidos, 11 de agosto de 1914-Ibídem, 7 de febrero de 1999) fue un técnico en electrónica estadounidense, de origen mexicano, creador del Método Silva de Control Mental.

## Primeros años
Su padre murió cuando él tenía cuatro años de edad durante la Revolución Mexicana. Su madre se volvió a casar al poco tiempo, y tanto él como sus hermanos se fueron a vivir con su abuela. Dos años más tarde, en lugar de asistir a la escuela primaria comenzó a trabajar para ayudar económicamente a su familia, vendiendo periódicos, limpiando zapatos y haciendo trabajos ocasionales. Por las tardes, observaba a sus hermanos mientras hacían sus tareas, y ellos le ayudaron a aprender a leer y escribir.
A los quince años de edad, tras hacer un curso para aprender a reparar aparatos de radio, comenzó a trabajar con estos elementos en un taller, aprendiendo rápidamente y fundando años después su propia empresa de reparaciones. En 1944 ingresó en el ejército, donde comenzó a interesarse por la psicología a raíz de una evaluación psiquiátrica que le realizaron. Durante la Segunda Guerra Mundial estudió electrónica avanzada, convirtiéndose en instructor en el Servicio de Transmisiones del Ejército. Cuando obtuvo la licencia, empezó a construir su propio negocio de reparaciones de aparatos de radio, y más tarde también de televisores.
Sus inquietudes sobre la mente humana, le llevaron a plantearse si mediante el uso de la hipnosis, sería posible mejorar la capacidad de una persona para el aprendizaje y, de hecho, elevar su cociente de inteligencia ya que, en ese tiempo se creía que éste era un elemento fijo con el que nacíamos, pero José Silva no estaba muy convencido de ello.
Durante un tiempo trabajó a media jornada para dar clases en el Laredo Junior College, donde tenía a su cargo la organización de los laboratorios de electrónica de la escuela. Acabada la guerra y tras más de 20 años, dirigiendo con notable éxito su empresa de reparaciones, se retiró de esa actividad en 1966, que hasta entonces realizaba de manera paralela con sus investigaciones sobre el autocontrol de la mente.

## Concepción y primeros pasos del método
Las bajas calificaciones escolares obtenidas por sus hijos, por un lado, y las lecturas acerca de la hipnosis, por otro, le llevaron cada vez más a tratar de resolver la cuestión que se planteó años antes, acerca de si se podría mejorar la capacidad de aprendizaje, por medio de algún tipo de entrenamiento mental. La investigación de los ritmos cerebrales y su influencia en la mente, la inició en Laredo (Texas) en 1944. Comenzó esta búsqueda, con la intención de utilizar los resultados para acrecentar el cociente intelectual de los participantes. Cinco años más tarde, sus estudios lo llevaron a profundizar más en la hipnosis y la parapsicología, que por aquellos años comenzaba a estudiarse en algunas universidades.
Conoció los estudios sobre la actividad eléctrica cerebral; también había leído acerca de los experimentos mediante electroencefalografía, que descubrieron los diferentes ritmos en que funciona el cerebro humano, como por ejemplo las ondas alfa, que se dan en situaciones de baja concentración y sin procesamiento de los estímulos visuales. Silva enfocó sus ideas posteriores en estas ondas a las que atribuyó facilidades en facultades como el aprendizaje, imaginación, relajación, control del dolor, memorización, entre otras, las cuales se lograban con mayor facilidad durante la presencia de estas ondas en el cerebro, capacidades que de las que no hay evidencias fiables.

## Experiencia de comunicación PES
Tuvo su primera presunta experiencia de PES (Percepción extrasensorial) un día de 1953, con uno de sus hijos. Según cuenta, esto ocurrió cuando él estaba preguntando a su hija acerca de su trabajo en la escuela, y observó entonces, que ella llegaba a responder a algunas de las cuestiones en las que él estaba pensando, antes de formulárselas verbalmente. También concluyó que estas experiencias se daban sobre todo cuando su hija se hallaba en el "Nivel Alfa" (7-13 ciclos por segundo de actividad cerebral).
En los años 1950, la PES (Percepión Extrasensorial) se estaba convirtiendo en una disciplina, objeto de investigación con métodos científicos en algunas universidades, en gran parte a través gracias a los trabajos publicados por el doctor Joseph Banks Rhine, de la Universidad de Duke. José Silva le escribió al doctor Rhine en 1953 para informarle sobre las experiencias con su hija en la práctica de la PES. Rhine le contestó con escepticismo, pues este profesor consideraba, a diferencia de Silva, que ni la clarividencia ni la inteligencia pueden mejorarse.
Para probar sus resultados, Silva trabajó diez años, entrenando en este periodo a 39 voluntarios entre sus amigos y familiares y continuó refinando el proceso. En 1963 fundó la Laredo Parapsychology Foundation Inc. En estos años, su trabajo alcanzó gran popularidad, pero no la aprobación de la comunidad científica. En 1965 escribió al presidente Lyndon Johnson ofreciendo sus investigaciones al gobierno de manera gratuita, pero los asesores científicos de Johnson rechazaron su oferta por sentir que no había utilidad para la PES. En 1966, desarrolló su curso básico de control mental en 48 horas.

## Desarrollo del método
Silva también experimentó con la hipnosis, pero aunque la hipnosis permitía a la mente ser más receptiva, él pensó que era mejor que la persona pudiera controlar por sí misma el proceso, a fin de mejorar a voluntad y de forma selectiva, el rendimiento de diversas actividades mentales como la memoria, aprendizaje, creatividad, imaginación, etc. 
Por ello, al poco tiempo abandonó la hipnosis, y empezó a experimentar con ejercicios de entrenamiento mental, en estado Alfa, con el fin de enseñar a las personas a disminuir el nivel de actividad eléctrica del cerebro. De su trabajo en electrónica sabía que los circuitos más efectivos tienen menos resistencia, idea que extrapoló al funcionamiento cerebral deduciendo que un grado de relajación profunda haría funcionar mejor la mente humana, así que buscó tal estado y el mantenerlo durante largo tiempo o más despierto y alerta que con la hipnosis. Esto, dedujo él, conduciría a mejorar la memoria, combinada con una mayor capacidad de comprensión, y, en consecuencia, a elevar las calificaciones del C.I.
El problema crucial radicaba en mantener a la mente plenamente alerta en todo momento en estas frecuencias, que están asociadas más bien con el soñar despierto y el dormir que con la actividad práctica ordinaria. Por ello el objetivo primario consistió en el aprendizaje de técnicas de relajación y del control consciente de la frecuencia Alfa cerebral. 
Para lograrlo, los ejercicios a partir de los cuales evolucionó el Método Silva, requerían de un nivel de concentración relajada y visualización mental vívida como medio para alcanzar niveles más profundos, pero conservando el estado de alerta. De acuerdo con esta premisa, una vez alcanzados, estos niveles, el cerebro llegaría a funcionar de forma más eficaz.

## Resultados
Los primeros resultados los obtuvo, con la mejoría, a lo largo de varios años, en las calificaciones escolares de sus hijos. Silva interpretó que habían mejorado a causa de su método, y eso le animó a continuar perfeccionando su nueva técnica. José Silva experimentó también con el "biofeedback" o retroalimentación, como modo para entrenar la mente y el cuerpo, mediante la observación de los resultados producidos en la pantalla de un aparato mientras estos fenómenos se producen, (ritmo cerebral, cardíaco, etc.) pudiendo modularlos voluntariamente el sujeto, mientras son observados directamente por él.
En 1956 comenzó a elaborar un programa de entrenamiento cuyos principios se usan aún hoy día en sus cursos. La prosperidad de su empresa de electrónica le proporcionó recursos suficientes para poder invertir las ganancias y financiar los más de veinte años de investigaciones y ensayos que finalmente condujeron a la creación y desarrollo del llamado Método Silva de Control Mental en 1966. Desde entonces se dedicó por entero al perfeccionamiento y promoción de su método.

## Libros escritos por José Silva
- El método Silva de control mental
- Tú, el sanador (José Silva y Robert Stone)
- Crear un genio (José Silva y Robert Stone)